# Adam Farrar
Adam Star Farrar (* 4. Oktober 1971 in Los Angeles, Kalifornien) ist ein US-amerikanischer Filmschauspieler.

## Leben
Adam Farrar, der Sohn von Michael Anthony und Peggy Ann Farrar, wuchs in einem Haushalt auf, in dem beide Eltern dem Sikhismus angehörten und Yogi Bhajan als spirituellen Führer verehrten. Adam Farrar wurde darum sehr religiös erzogen. Adam Farrars Großvater väterlicherseits war der Schauspieler Stanley Farrar (1910–1974).
Kurz nach seiner Geburt zogen seine Eltern mit ihm nach Nordkalifornien, wo sein Vater eine Farm bewirtschaftete. Als er vier Jahre alt war, ließen sich Farrars Eltern im Jahr 1975 scheiden; er blieb bei seiner Mutter. Sie schloss sich einer Theatergruppe an und lernte auf diesem Weg George DiCaprio und dessen einjährigen Sohn Leonardo kennen. Nachdem sich George von Irmelin DiCaprio scheiden ließ, zogen er und Peggy zusammen. Der um vier Jahre ältere Adam Farrar wurde auf diese Weise Leonardo DiCaprios Stiefbruder.
Adam Farrar gab 1979, im Alter von acht Jahren, sein Filmdebüt als Schauspieler in der kurzlebigen Westernserie 240-Robert. Nur ein Jahr später, 1980, war er Gastdarsteller in der Fernsehserie Kampfstern Galactica. Farrars bekanntester Spielfilm war der Science-Fiction-Klassiker Kein Mord von der Stange unter der Regie von Michael Crichton. Dies war auch Farrars vorläufig letzter Auftritt vor der Kamera. Erst 18 Jahre später, im Jahr 1999, bekam er in Pups – Kein Kinderspiel unter der Regie von Ash Baron-Cohen eine weitere Gelegenheit, als Schauspieler zu arbeiten.
Im Gegensatz zu seinem jüngeren weitaus bekannteren Stiefbruder Leonardo DiCaprio konnte Adam Farrar nicht als Schauspieler überzeugen. Er geriet als junger Erwachsener schnell auf die schiefe Bahn. 1998 wurde er in Los Angeles verhaftet, weil er einen Fotografen zusammengeschlagen hatte, der ein Foto von Leonardo schießen wollte. Im März 2000 wurde er wegen Mordversuchs an seiner damaligen Freundin verhaftet; das Verfahren jedoch später eingestellt. Auch hatte Adam Farrar ein Drogenproblem. Im Januar 2016 wurden Farrar und seine Freundin Charity in Collin County, Texas wegen Diebstahls von Waren im Wert von 700 US-Dollar verhaftet. Am 18. Februar 2016 hätten beide vor Gericht erscheinen sollen; doch entzog sich das Paar seiner Verantwortung durch Flucht.
Adam Farrar ist Vater einer Tochter.